# Удај се за мог мужа
Удај се за мог мужа јe јужнокорејска телевизијска серија коју је написао Шин Ју-дам, а у којој глуме Парк Мин-јонг, На Ин-ву, Ли Ји-кјунг и Сонг Ха-јун . Серија је премијерно приказана 1.јануара 2024.године. 
Канг Ђи Вон је удата за Парк Мин Хвана. Док она зарађује новац за породицу, њен муж је незапослен и у дуговима. Ни захтевна свекрва не доприноси брачној идили. 
Све се то мења једног дана када она сазна да има рак и да јој није остало много времена али и да је муж вара са најбољом пријатељицом. Долази до физичког обрачуна између њих и њен муж је убије. 
Међутим, Канг Ђи Вон се буди у прошлости, 10 година раније, када је још увек била у вези са Парк Мин Хваном. Она одлучује да промени своју будућност и да своју најбољу пријатељицу уда за свог мужа. 
У истој фирми ради Ју Ђји Хјок, њен шеф који је заљубљен у њу и који јој помаже да се ствари не понове.